# Toccata en fuga nr. 1 (Hovhaness)
Toccata en fuga nr. 1 is een compositie van Alan Hovhaness voor pianosolo. Het werk is exact zoals de omschrijving, een toccata wordt gevolgd door een fuga. De toccata (circa 3 minuten) bestaat uit een reeks zestiende-noten, die op een kerktoonladderschema lijkt te rusten. De fuga (circa 2 minuten) klinkt veel meer als een fuga zoals die bekend is vanuit de periode van Johann Sebastian Bach. De fuga speelt zich grotendeels af in het middelhoge register op de piano. De toccata werd in 1970 nog bewerkt door de componist.

## Discografie
- Uitgave Koch International: Marvin Rosen met andere pianowerken